# Kalierang (Selomerto)
Kalierang is een bestuurslaag in het regentschap Wonosobo van de provincie Midden-Java, Indonesië. Kalierang telt 3665 inwoners (volkstelling 2010).